# Astragalus huber-morathii
Astragalus huber-morathii es una especie de planta del género Astragalus, de la familia de las leguminosas, orden Fabales.

## Distribución
Astragalus huber-morathii se distribuye por Turquía.

## Taxonomía
Fue descrita científicamente por C. Agerer-Kirchhoff.